# Comuna 13 (Bucaramanga)
La Comuna 13 u Oriental es una división territorial urbana de la ciudad de Bucaramanga, en Colombia.

## División administrativa
La comuna se encuentra formada por los barrios: Los Pinos, San Alonso, Galán, La Aurora, Las Américas, El Prado, Mejoras Públicas, Antonia Santos, Bolívar, Álvarez.
También incluye el Estadio municipal y el Batallón del Ejército de Colombia.